# 837

## Nașteri
- dată necunoscută: Ethelred de Wessex  (d. 871)
- dată necunoscută: Ingeltruda de Friuli  (d. 870)

## Decese
- 30 decembrie: Lambert I de Nantes nobil francez (n. 796)